# Lư Thị
Lư Thị (giản thể: 卢氏; phồn thể: 盧氏; bính âm: Lúshì) là một huyện thuộc địa cấp thị Tam Môn Hiệp, tỉnh Hà Nam, Trung Quốc.

### Trấn
| - Thành Quan (城关镇) - Đỗ Quan (杜关镇) - Ngũ Lý Xuyên (五里川镇) - Quán Đạo Khẩu (官道口镇) | - Chu Dương Quan (朱阳关镇) - Quán Pha (官坡镇) - Phạm Lý (范里镇) - Đông Minh (东明镇) |

### Hương
| - Văn Dục (文峪乡) - Hoành Giản (横涧乡) - Ma Câu Khẩu (磨沟口乡) - Song Hòe Thụ (双槐树乡) - Thang Hà (汤河乡) | - Ngõa Diêu Câu (瓦窑沟乡) - Sư Tử Bình (狮子坪乡) - Sa Hà (沙河乡) - Từ Gia Loan (徐家湾乡) - Phan Hà (潘河乡) - Mộc Đồng (木桐乡) |